# Actias luna

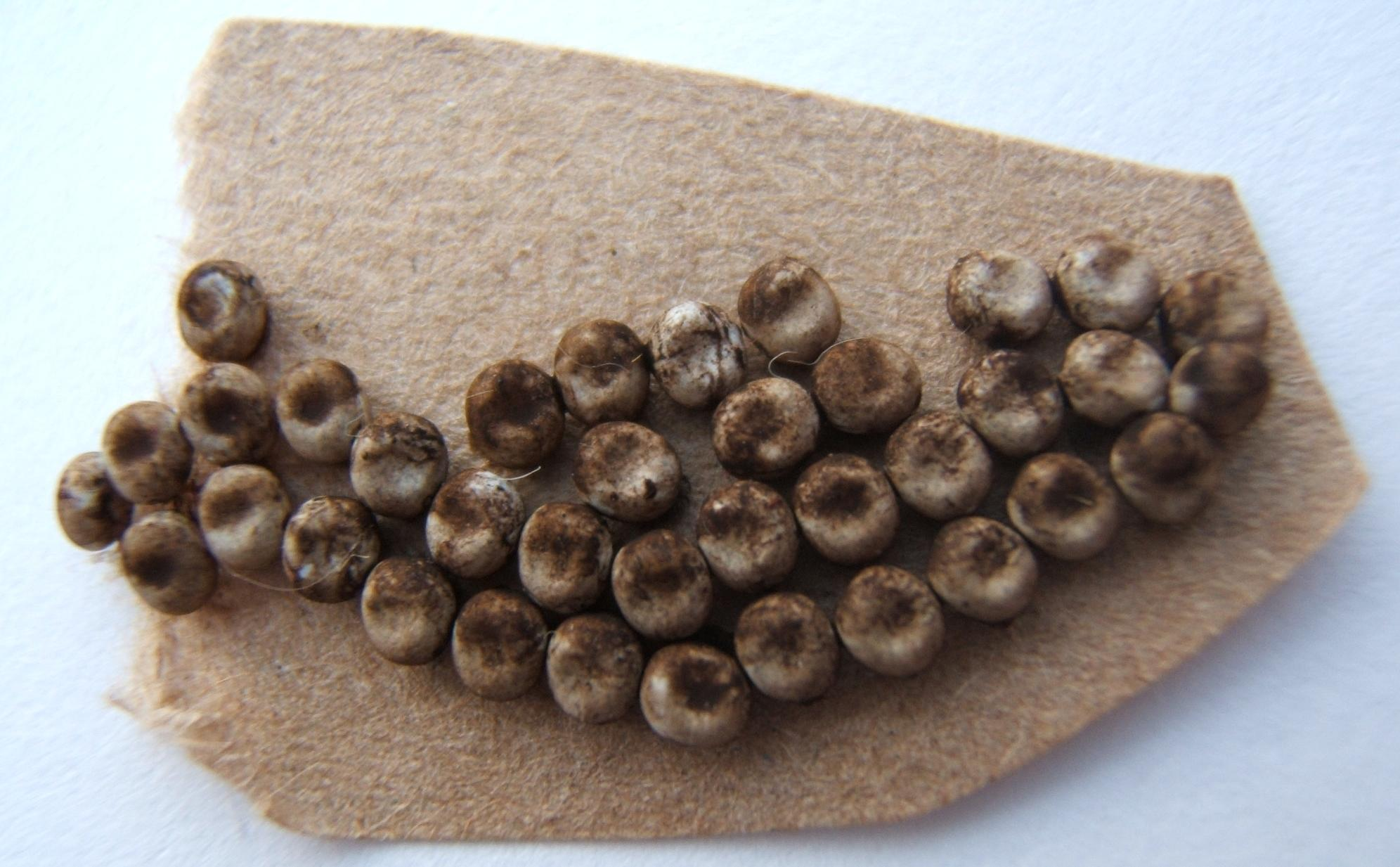
Eier

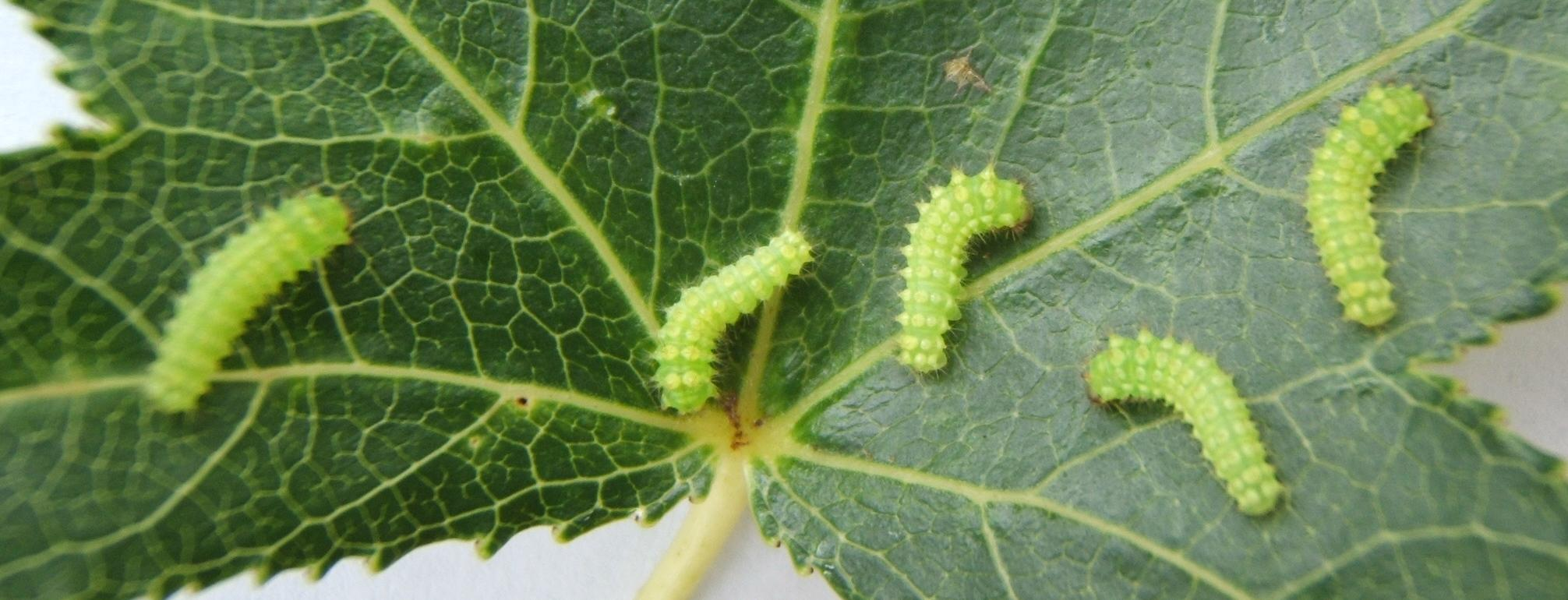
Raupen im ersten Stadium

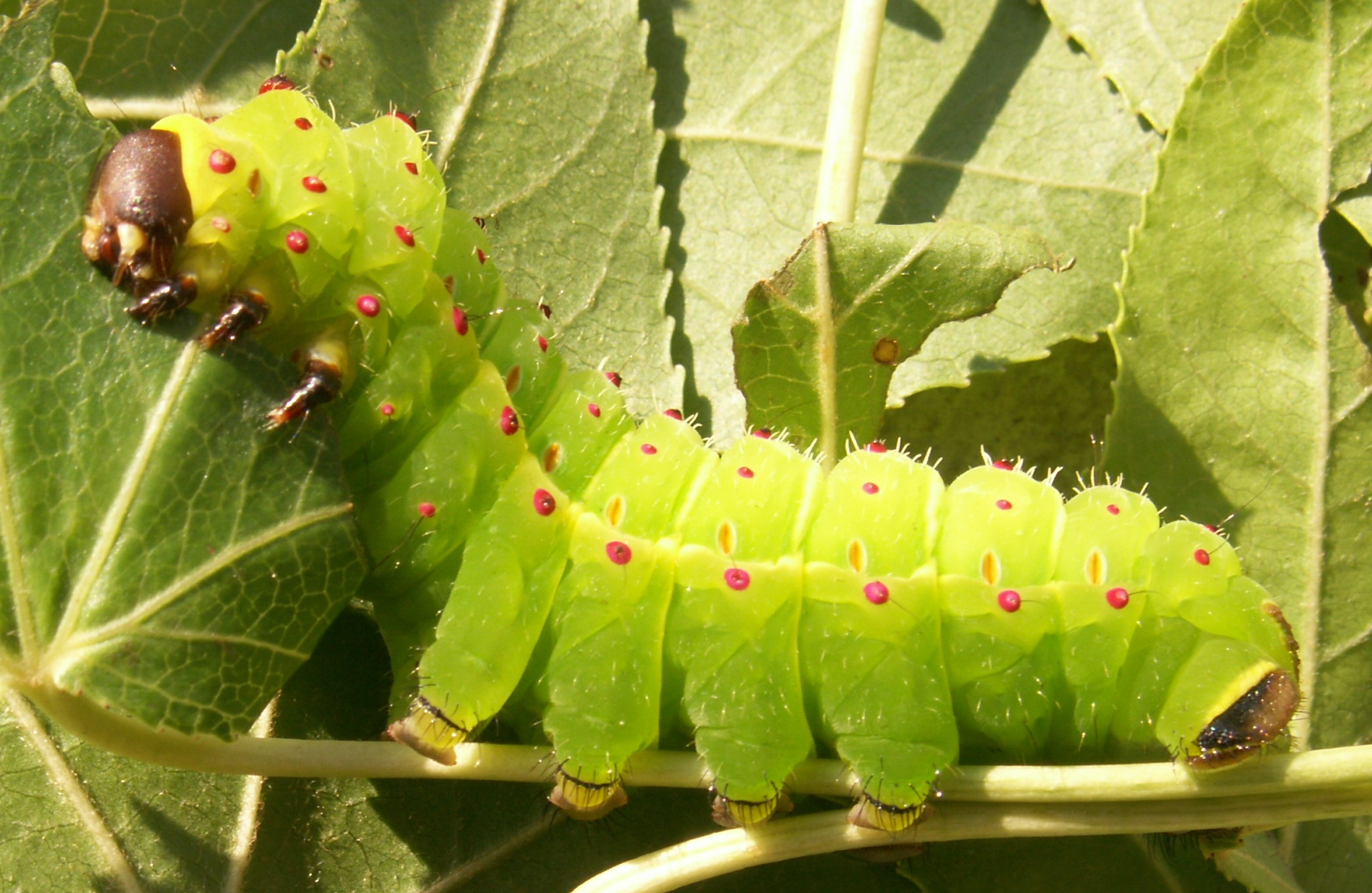
Raupe im fünften Stadium

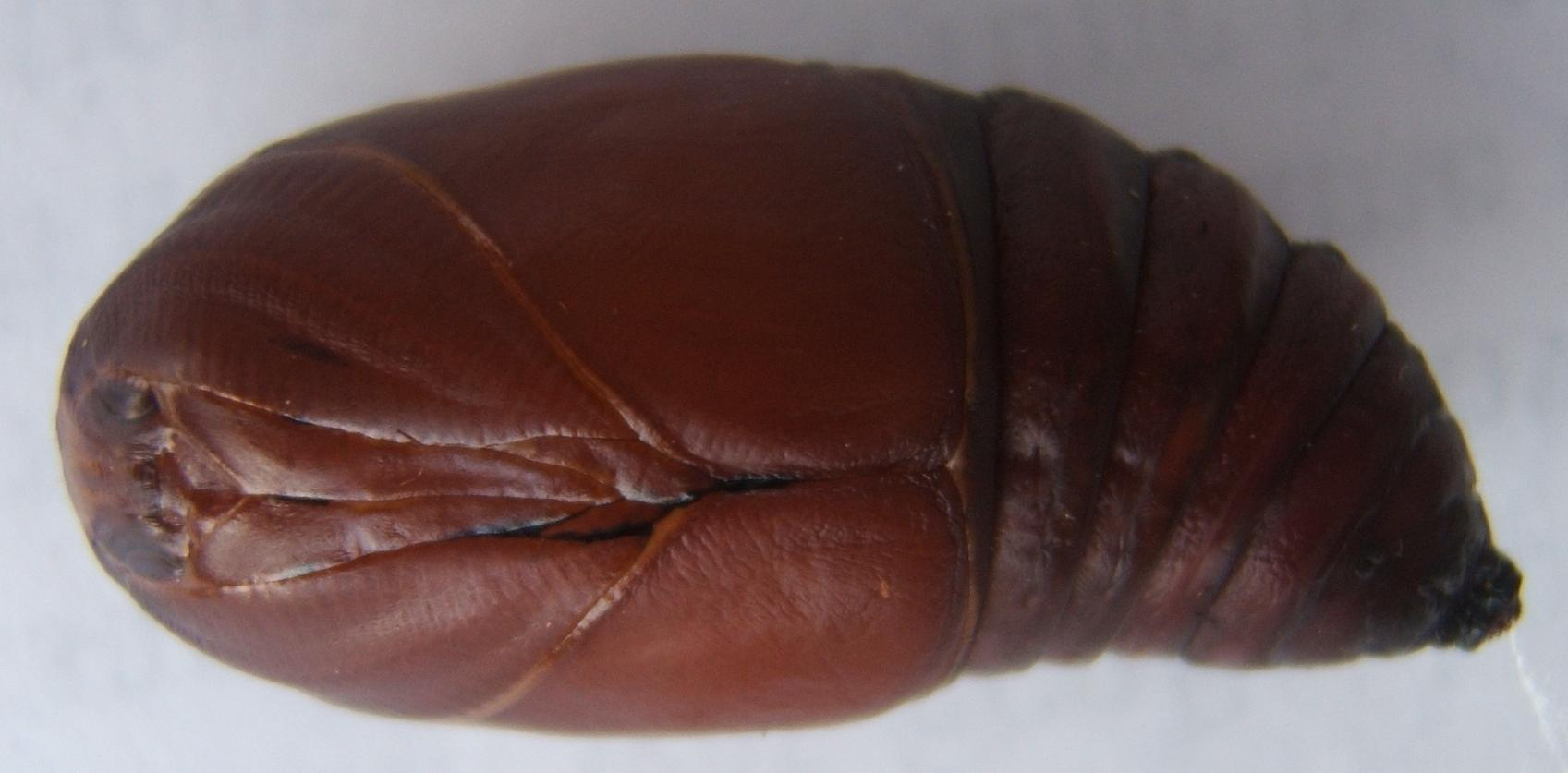
Puppe

Actias luna ist ein Schmetterling (Nachtfalter) aus der Familie der Pfauenspinner (Saturniidae). Die Art ist die erste in der Literatur erwähnte Pfauenspinnerart aus Nordamerika. James Petiver beschrieb die Art bereits 1700 als Phalena plumata caudata anhand eines in Maryland gefangenen Exemplars. In Nordamerika wird die Art „Luna Moth“ genannt.

## Merkmale

### Falter
Die Falter haben eine Vorderflügellänge von 45 bis 60 Millimeter (Männchen) bzw. 45 bis 62 Millimeter (Weibchen). Die beiden Geschlechter unterscheiden sich kaum in Größe und Erscheinung, die Grundfarbe ist jedoch bei den Männchen ein etwas blasseres Grün. Auf Grund der Grundfarbe und den markanten langen Schwänzen an den Hinterflügeln ist die Art unverkennbar.
Die Art ist sowohl hinsichtlich der Verbreitung, als auch hinsichtlich des zeitlichen Auftretens in ihrer Färbung variabel. Falter aus der Frühjahrsgeneration sind kräftiger grün oder blaugrün gefärbt. Spätere Generationen sind eher gelblich gefärbt. Die Frühjahrsgeneration bei Populationen mit mehreren Generationen pro Jahr haben auffällige rötlich-violette Flügelaußenränder, die bei den späteren Exemplaren in der Regel gelb sind. Die dunkle Postmediallinie ist bei Exemplaren aus dem Süden des Verbreitungsgebietes kräftiger. Diese südlichen Falter sind auch eher kleiner, als die aus dem Norden. Mit Ausnahme der Falter aus den nördlichsten Gebieten sind sämtliche Merkmale mehr oder weniger variabel.

### Raupen
Die Raupen werden ungefähr 70 Millimeter lang. Sie sind in ihrer Färbung innerhalb einer Population wenig variabel, unterscheiden sich aber je nach Verbreitungsgebiet etwas. Im letzten Stadium sind sie hellgrün und haben einen auffällig segmentierten Körper. Anders als bei vielen anderen Pfauenspinnern sind die langen Fortsätze (Scoli) durch flache, behaarte Höcker ersetzt. Die seitlichen Reihen der dorsalen, dorsolateralen und sublateralen Scoli sind mehr oder weniger stark ausgebildet, wodurch die Raupen in Kombination mit der starken Segmentierung glatt und plump wirken. Die Tiere haben außerdem eine seitliche, unterhalb der Stigmen verlaufende gelbe Längslinie und eine vertikale gelbe Linie auf jedem Einschnitt zwischen den Hinterleibssegmenten. Kurz vor der Verpuppung verfärben sich die Tiere rötlich-braun.

## Vorkommen
Die Art ist im bewaldeten Osten Nordamerikas verbreitet. Im Norden reicht die Verbreitung in Kanada von Nova Scotia nördlich und westlich über Québec und Ontario. In den Prärie-Provinzen gibt es Nachweise bis Flin Flon in Zentral-Manitoba und im Westen bis Cumberland House und Nipawin in Zentral-Saskatchewan. In den Vereinigten Staaten ist die Art in allen Staaten östlich der Great Plains und vom Osten Texas südlich bis nach Brownsville nachgewiesen. Die Art besitzt im Algonquin Provincial Park in Ontario und in Waldo County starke Populationen, die weiter südlich, etwa südlich der Großen Seen nicht so individuenreich sind. Im Süden der Vereinigten Staaten ist die Art eine der häufigsten ihrer Familie.

## Lebensweise
Die Falter schlüpfen meistens am Morgen, gelegentlich aber auch am Nachmittag. Sie sind sehr gute Flieger und werden durch Lichtquellen angelockt. Die Paarung findet in den ersten Stunden nach Mitternacht, ca. zwischen 0:00 Uhr und 2:00 Uhr statt. Das Paar kann bis zum folgenden Abend zusammen bleiben, trennt sich jedoch schon bei der kleinsten Störung. Die Weibchen beginnen am nächsten Abend mit der Eiablage, die mehrere Nächte andauert.

### Flug- und Raupenzeiten
Actias luna fliegt in Kanada und den angrenzenden Staaten der USA in einer Generation von Ende Mai bis Anfang Juli, mit Schwerpunkt im Juni. In der Region südlich der Great Lakes verläuft die Grenze, südlich derer eine zweite Generation ausgebildet wird. Im Süden Michigans fliegt eine Generation von Juni bis Anfang Juli, in günstigen Jahren mit einem frühen Frühling fliegen die Tiere schon ab Mitte Mai, wodurch eine zweite Generation möglich ist. Im Tal des Ohio River ist die Art immer bivoltin. Weiter südlich treten zumindest drei Generationen auf. In Louisiana kann man die Art das ganze Jahr über beobachten.

### Nahrung der Raupen
Die Raupen ernähren sich insgesamt von mehreren Nahrungspflanzen, innerhalb einer Region werden jedoch nur ein oder zwei Pflanzenfamilien gefressen. Im Norden wird vor allem Papier-Birke (Betula papyrifera) gefressen, im Süden eher Hickory (Carya), Walnüsse (Juglans), Rhus-Arten, Amerikanische Persimone (Diospyros virginiana) und Amerikanischer Amberbaum (Liquidambar styraciflua).

## Entwicklung
Die Eier sind weißlich, sind jedoch stark mit einer braunen klebenden Substanz versehen. Sie sind kleiner als die vieler anderer Arten der Familie. Die Weibchen legen ihre Eier einzeln oder in kleinen Gruppen an beiden Seiten der Blätter der Raupennahrungspflanzen ab. Nach durchschnittlich einer Woche schlüpfen die Raupen. sie durchleben fünf Stadien. Die Raupen leben als Einzelgänger und sind sesshaft. Erst für die Suche nach einem geeigneten Verpuppungsplatz gehen sie auf Wanderschaft. Sind die Tage während der späten Raupenstadien kürzer wird nach der Verpuppung eine Diapause ausgelöst. Die Verpuppung erfolgt in einem Kokon zwischen Pflanzenteilen nahe der Basis der Nahrungspflanze. In den unregelmäßigen kartonfarben braunen Kokon werden in der Regel auch Blätter eingesponnen. Er hat keine vorgegebene Sollbruchstelle für den Schlupf, ist aber schwach gebaut, wodurch die Falter mit Hilfe ihrer chitinisierten Dornen am Thorax leichter schlüpfen können.

## Belege